# Ectropis abietaria
Ectropis abietaria är en fjärilsart som beskrevs av Adrian Hardy Haworth 1809. Ectropis abietaria ingår i släktet Ectropis och familjen mätare. Inga underarter finns listade i Catalogue of Life.